# Saúl Martínez
Saúl Martínez (n. 29 ianuarie 1976, Colón, Honduras) este un fotbalist hondurian.
Între 2001 și 2009, Martínez a jucat 35 de meciuri și a marcat 16 goluri pentru echipa națională a Hondurasului.

## Statistici
| Honduras | Honduras | Honduras |
| An       | Meciuri  | Goluri   |
| -------- | -------- | -------- |
| 2001     | 9        | 3        |
| 2002     | 2        | 4        |
| 2003     | 5        | 1        |
| 2004     | 11       | 2        |
| 2005     | 1        | 1        |
| 2006     | 0        | 0        |
| 2007     | 3        | 4        |
| 2008     | 1        | 0        |
| 2009     | 3        | 1        |
| Total    | 35       | 16       |